# Resurrección (álbum de La Trampa)
Resurrección es un álbum de La Trampa de 1999.
El álbum "Resurrección" fue grabado y mezclado en la ciudad de Buenos Aires, Argentina, en el estudio "Del Abasto al Pasto" en agosto de 1999 por Walter Chacón y Claudio Romandini, bajo el sello nacional Koala Records.

## Canciones
1. "Guerra en Todas Partes"
2. "Maldición"
3. "Vendas en el Corazón"
4. "Contrapiso para el Alma"
5. "El Cielo Frente a Mí"
6. "¿A Dónde Vas?"
7. "Peligro"
8. "La Claridad"
9. "Canción 2000"
10. "Ahuyentando el Miedo"
11. "Tus Mentiras"
12. "Resurrección"

## Participación
- Álvaro Pintos (músico) (Batería)

- Alejandro Spuntone (Voz)

- Carlos Ráfols (Bajo)

- Garo Arakelian (Guitarra)

- Sergio Schellemberg (Teclado)